# Me and You (альбом Кенни Чесни)
| Оценки критиков | Оценки критиков |
| Источник        | Оценка          |
| --------------- | --------------- |
| AllMusic        | [ 2 ]           |

Me and You (с англ. — «Я и ты») — третий студийный альбом американского кантри-певца Кенни Чесни, выпущенный 4 июня 1996 года на лейбле BNA Records. Альбом получил положительные отзывы и платиновую сертификацию RIAA в США.
Этот альбом стал первым в карьере Чесни, где он не был автором или соавтором ни одной из композиций.

## Об альбоме
Несмотря на то, что сингл «Back in My Arms Again» не попал в Топ-40, заглавная композиция альбома и песня «When I Close My Eyes» достигли второго места в чарте Billboard Hot Country Singles & Tracks (теперь Hot Country Songs) в 1996 году. Заглавная композиция была взята с предыдущего альбома Чесни, All I Need to Know. Песня «Back Where I Come From» — это кавер-версия сингла Мака МакАналли 1990 года с его альбома Simple Life, а «When I Close My Eyes» была записана вокалистом группы Restless Heart Ларри Стюартом на его дебютном альбоме 1993 года Down the Road, а до этого — Китом Палмером. Песня «It’s Never Easy to Say Goodbye» была записана певицей Вайнонной Джадд на её одноимённом дебютном альбоме. Песня «Back in My Arms Again» была ранее записана её соавтором Ли Роем Парнеллом на его альбоме 1992 года Love Without Mercy.
Британская энциклопедия отметила, что Me and You (1996) — «альбом, более лёгкий и живой, был продан тиражом более 500 000 копий».

## Отзывы
Альбом Me and You получил положительные отзывы музыкальных критиков и интернет-изданий. Стивен Томас Эрлевайн оценил альбом в три звезды из пяти на сайте AllMusic и отметил, что «несмотря на то, что он не является автором песен, эти 11 треков демонстрируют более цельного Чесни, где рокеры набирают силу, а баллады не кажутся такими большими и глянцевыми».

## Список композиций
| №                   | Название                                   | Автор(ы)                                      | Длительность |
| ------------------- | ------------------------------------------ | --------------------------------------------- | ------------ |
| 1.                  | «Back in My Arms Again»                    | Cris Moore, Lee Roy Parnell, Rory Bourke      | 3:26         |
| 2.                  | «Ain’t That Love»                          | Kostas                                        | 3:14         |
| 3.                  | «When I Close My Eyess»                    | Nettie Musick, Mark Alan Springer             | 3:29         |
| 4.                  | «Back Where I Come From»                   | Мак МакАналли                                 | 3:56         |
| 5.                  | «Turn for the Worse»                       | Billy Yates, Frank Dycus, Kerry Kurt Phillips | 2:37         |
| 6.                  | «Me and You»                               | Skip Ewing, Ray Herndon                       | 3:39         |
| 7.                  | «(Turn Out the Light And) Love Me Tonight» | Bob McDill                                    | 2:12         |
| 8.                  | «Another Friday Night»                     | Zack Turner, Tim Nichols, Mark D. Sanders     | 2:36         |
| 9.                  | «No Small Miracle»                         | Pat Terry, Mickey Cates                       | 3:30         |
| 10.                 | «My Poor Old Heart»                        | Shawn Camp, Gary Harrison                     | 3:07         |
| 11.                 | «It’s Never Easy to Say Goodbye»           | Allen Shamblin, Bernie Nelson                 | 4:42         |
| Общая длительность: | Общая длительность:                        | Общая длительность:                           | 36:27        |

## Позиции в чартах

### Альбом

#### Еженедельные чарты
| Чарт (1996)                        | Высшая позиция |
| ---------------------------------- | -------------- |
| США Billboard 200                  | 78             |
| США Top Country Albums (Billboard) | 9              |
| США Top Heatseekers (Billboard)    | 1              |

### Синглы
| Год                                       | Сингл                   | Высшая позиция | Высшая позиция | Высшая позиция |
| Год                                       | Сингл                   | US Country     | US             | CAN Country    |
| ----------------------------------------- | ----------------------- | -------------- | -------------- | -------------- |
| 1996                                      | «Back in My Arms Again» | 41             | —              | 30             |
| 1996                                      | «Me and You»            | 2              | 112            | 8              |
| 1996                                      | «When I Close My Eyes»  | 2              | —              | 4              |
| «—» прочерком отмечено неучастие в чарте. |                         |                |                |                |

## Сертификации
| Регион                                                      | Сертификация | Продажи    |
| ----------------------------------------------------------- | ------------ | ---------- |
| США (RIAA)                                                  | Платиновый   | 1 000 000^ |
| ^ Данные о тиражах приведены только на основе сертификации. |              |            |